# Captain America: Curajoasa lume nouă
Captain America: Curajoasa lume nouă este un film cu supereroi bazat pe benzile desenate Marvel cu același nume create de Julius Onah, avându-i ca protegoniști pe Anthony Mackie, Danny Ramirez, Shira Haas, Xosha Roquemore, Carl Lumbly, Giancarlo Esposito, Liv Tyler, Tim Blake Nelson și Harrison Ford.